# Илија Монте Радловић
Илија Монте Радловић (Краљевина Црна Гора, 5. јул 1914 — 26. август 2000) био је официр британске армије, писац и предузетник.

## Лични подаци
Радловић је рођен у Краљевини Црној Гори. Након образовања на Универзитету у Кембриџу у Енглеској, као и Правном факултету у Београду, започиње каријеру у новинарству. Након Другог свјетског рата, радио је за Ројтерс у Лондону. Претходно је радио за The Daily Mail и Balkan Herald.

## Војна каријера
Радловић је предводио групу људи која је из војне поморске базе у Котору напустила Краљевину Југославију након њемачког бомбардовања Београда 1941.године, користећи подморницу Небојша. Његова породица је преко радиа слушала извјештај да је подморница нестала и вјеровала да су их Силе Осовине потопиле, међутим након неког времена су успјешно стигли у Александрију, Египат. У Египту се придружио британској војсци.
Војску је служио као припадник прослављене 7. оклопне дивизије "Пустињски пацови", којом је командовао Генерал Бернард Монтгомери. Радловић је учествовао у бројним биткама (као што су Опсада Тобрука, Друга битка код Ел Аламејна, Битка за Монте Касино) широм сјевера Африке и Италије. Дошао је до чина мајора у Краљевском Стрељачком Корпусу. Признат је као први савезнички официр који је на тенку ушао у градове Болоња и Падова у Италији. Британска Влада и Краљ Џорџ VI су га одликовали Орденом Британске Империје због херојства и успјеха у борби иза непријатељских линија.

## Новинарство и књижевност
По завршетку Другог свјетског рата, постао је дописник Ројтерса у Београду, али је након оптужби да је западни шпијун, пребачен да буде дописник Ројтерса у Риму.
Док је радио у канцеларијама Ројтерса у Лондону, радио је заједно са познатим британским новинаром Дереком Џејмсоном. У својој аутобиографији, Додир Анђела, Џејмсон је написао да је у групи новинара у канцеларији „најзанимљивији у овој групи је био југословенски ратни херој звани Монте Радловић, 6 стопа висок (182cm) и на то лијепог изгледа.” Рекао је да је Радловић, након борби у сјеверној Африци и Италији, „био је међу људима који су се повезали са Титовим снагама како би ослободили његову домовину” Југославију. Каснији Радловићеви ставови против југословенског предсједника Јосипа Броза Тита и комунизма постали су веома познати међу колегама у Ројтерсу. Након Ројтерса основао је утицајну издавачку кућу European Affairs у којој је радио заједно са Бертнардом Раселом и Џорџом Бернардом Шоуом.
Дошао је у Сједињене Америчке Државе 1950. године гдје је почео да се бави писањем и књижевношћу. Живећи у Вашингтону, покренуо је магазин The Diplomat. Издао је двије књиге, Tito's Republic (касније преведена на 7 језика) и Etiquette and Protocol. Касније, постао је Директор анти-комунистичке организације, Британског Института за Политичка Истраживања. Био је велики пријатељ са архитектом Френком Лојд Рајтом, чија је супруга била Олга Иванова Лазовић, такође из Црне Горе.

## Породица
Касних 1950-их се вратио у Југославију да заврши Правни факултет у Београду, гдје је 1959.године упознао студентикњу Милену Ђукић, која ће му постати супруга. Прије рођења првог сина, Радловић је приморан да напусти Југославију под пријетњом хапшења због својих анти-комунистичких активности.
Преселио се у Ковину (Калифорнија), гдје су му се ускоро придружили жена и новорођени син. До прве половине 1960-их изградио је успјешни посао са некретнинама и одлучио да се пресели у други град у Калифорнији, Клермонт. У Клермонту је добио ћерку и још једног сина.

## Предузетништво
У годинама које су наступиле, Радловић се укључио у бројне пословне авантуре. Основао је Pomona Realty Co., из које се изродило 16 представништава и канцеларија, као и United Business Brokers, обоје са сједиштима у јужној Калифорнији. Компаније су пружале бесплатне семинаре гдје су предузетници обучавани о оснивању фирми и предузећа, а процјењује се да је United Business Brokers играла улогу у оснивању више од 150 малих, средњих и великих предузећа у Калифорнији. Годинама је Радловић био и власник познатог ресторана Magic Towers, који се налази на Е.Футхил булевару број 540 (рута 66), Помона, Калифорнија.
У својим посљедњим годинама живота, чак и након што се озбиљно разболио, радио је на пројекту изградње Свјетског Трговинског Центра у близини међународног аеродрома Онтарио, у чему га је смрт зауставила.

## Чланство у организацијама
Био је активан члан бројних организација, укључујући масонску ложу Клермонта и Универзитетски клуб Клермонта.

## Смрт
Илија Монте Радловић је преминуо у 86. години живота. Иза себе је оставио супругу Милену, синове Мајка Радловића и Марка Радловића, ћерку Александру Радловић, 3 унуке Саманту, Сидни и Софију, те двоје дјеце из претходног брака, Сали и Адријану.
Дугогодишњи пријатељи, Сенатор Џим Брулте и Мајк Антоновић су држали говор на Радловићевој сахрани у августу 2000.године.
Радловићев блиски пријатељ, Николас Полос, описао га је као „топли и дружељубив човјек“, са „европским манирима“ и као „елегантног џентлмена“. Конгресмен Дејвид Дрејер је рекао, „Монте Радловић је био оличење Америчког сна. Био је имигрант који је дошао у САД и снашао се веома добро. Имао сам привилегију да га познајем 20 година, и веома сам, веома тужан због његовог одласка.“

## Извори
- Аутобиографија “Додир Анђела“, аутора  Дерека Џејмсона
- „Editor of the diplomat”.
- Монте Радловић, I. (1948). Tito's Republic
- Монте Радловић, I. (1957). Etiquette & Protocol: A handbook of conduct in American and International circles ASIN B0006AUW3O
- Langmead, Donald (30. 9. 2003). Frank Lloyd Wright: A Bio-bibliography. Bloomsbury Academic. ISBN 978-0-313-31993-8.